# Индустријска област (Леко)
Индустријска област је насеље у Италији у округу Леко, региону Ломбардија.
Према процени из 2011. у насељу је живело 11 становника. Насеље се налази на надморској висини од 247 м.